# Josep Casamartina i Parassols
Josep Casamartina i Parassols   (Sabadell, 1956) és un historiador de l'art, l'arquitectura i la moda, crític d'art, escriptor, guionista i director de documentals, comissari independent especialitzat en exposicions, publicacions i documentals d'arquitectura, d'art català i art espanyol i de la moda dels segles XIX al XXI.

Fill de família vinculada al món del tèxtil sabadellenc, ha exercit la crítica d'art des de 1998 fins al 2017 al diari El País.
Com a escriptor ha publicat nombrosos llibres així com articles als principals diaris i revistes tant generalistes com especialitzades, entre els quals destaquen El País, El Semanal, La Vanguardia, Ara, Mirador de les arts, Emblecat, Cuadernos Guadalimar, Coup de fouet, Art & Co, Revista de Girona, Avui, Serra d'Or, Datatextil, Arraona, Diari de Sabadell, El 9 nou, entre d'altres.
Com a historiador de l'art ha comissariat gairebé un centenar d'exposicions a institucions com el MNCARS, Residencia de Estudiantes, MNAC, Palau Güell, Palau Robert, el Museu d'Història de Catalunya, el Museu de Mallorca, Museu de Montserrat, entre molts d'altres.
També ha treballat en el camp audiovisual amb Ferran Alberich, com a guionista dels documentals Ismael Smith i Josep de Togores, del Museu d'Art de Cerdanyola, i com a director i guionista de Balenciaga en Barcelona, una huella oculta, del Cristóbal Balenciaga Museoa, i Pedro Rovira, 1921-1977, pel Museo del Traje, també amb Ferran Alberich com a realitzador, i Barcelona prêt-à-porter, el triomf del carrer, amb realització de Benet Roman, coproduït per TV2 i La Chula, amb el suport de la Generalitat de Catalunya.
Entre altres activitats, el 2018 col·labora amb Antoni Miralda amb la performance Santa Eulalia. 175, per celebrar els 175 anys de la botiga Santa Eulalia de Barcelona.
És membre de la Reial Acadèmia de Belles Arts de Sant Jordi, de l'Associació Catalana de Crítics d'Art, de l'Associació d'Escriptors en Llengua Catalana i Cofundador, Director i Vicepresident de la Fundació Antoni de Montpalau.

## Publicacions destacades
Josep Casamartina ha publicat desenes de llibres relacionats amb la cultura i l'art, principalment monografies i catàlegs d'exposicions diverses, entre els quals s'inclouen: 
- Marian Burguès, un terrisser que va fer història, Caixa Sabadell / Patronat dels Museus Municipals de Sabadell, 1993, ISBN 84-604-6073-8
- Vila Arrufat a Sabadell, Banc de Sabadell, 1994, ISBN 84-920138-0-X
- Togores. Clasicisme i renovació (obra de 1914 a 1931), Museo Nacional Centro de Arte Reina Sofía / Museu Nacional d'Art de Catalunya, Madrid / Barcelona, 1997
- Togores, du Réalisme Magique au Surréalisme [amb Cécile Debray], Éditions Cercle d'Art, París, 1998, ISBN 2-7022-0476-7
- Josep Renom, arquitecte, Fundació Bosch i Cardellach, Sabadell, 2000, ISBN 84-95113-05-8
- Les fàbriques i els somnis, Centre de Documentació i Museu Tèxtil, Terrassa, 2002, ISBN 84-933320-0-3
- Josep Palau i Oller, del Modernisme a l'art Decó, Centre de Documentació i Museu Tèxtil, Terrassa, 2003, ISBN 84-921199-9-3
- Agustí Puig. 100 gravats de Roma, Fundació Vila Casas/Banco Urquijo, Barcelona, 2003, Dip leg. B-27-931-03
- L'interior del 1900, Adolf Mas fotògraf, Institut Amatller d'Art Hispànic / Centre de Documentació i Museu Tèxtil, Terrassa, 2002, ISBN 84-921199-8-5
- Ángeles Santos, un mundo insólito en Valladolid,Patio Herreriano Museo de Arte Contemporáneo Español, Valladolid, 2003, ISBN 8493260657
- “El príncep dels ismes” a Francesc Trabal, Esteve Valls Baqué, Fundació La Mirada, Sabadell, 2005, ISBN 978-84-932776-2-8
- Joan Junyer, Fundación MAPFRE, Madrid, 2007, ISBN 978-84-9844-077-5
- Joan Sandalinas, Fundación MAPFRE, Madrid, 2007, ISBN 978-84-9844-078-2
- Josep de Togores, Fundación MAPFRE / TF Editores, Madrid, 2008, ISBN 978-84-9844-097-3
- Ángeles Santos, Fundación Mapfre / TF editores, Madrid, 2010, ISBN 9788492441303
- Juli Batllevell, un gaudinià oblidat, Fundació Gas Natural Fenosa / Museu del Gas, Sabadell, 2011, ISBN 978-84-615-5560-4
- "La Col·lecció Antoni de Montpalau, entre l'obsessió i la història" a Mercat de l'art, col·leccionisme i museus,[Bonaventura Bassegoda i Ignasi Domènech, ed.], Universitat Autònoma de Barcelona / Museu Nacional d'Art de Catalunya, Barcelona, 2014, ISBN 9788480432702
- Joan Vilacasas, Fundació Vila Casas, Barcelona, 2014, ISBN 978-84-616-7379-7
- Mirades al mobiliari, Palau Güell, Barcelona, 2015, ISBN 978-84-9803-718-0
- Col·lecció d'Art Banc Sabadell. Artistes contemporanis II, Banc Sabadell, Barcelona, 2015, Dip leg. B-17199-2012
- De l'amor és lo jardí. Masó i els teixits, Úrsula Llibres/Fundació Rafael Masó, Girona, 2016, ISBN 978-84-946417-0-1
- Un palau dins d'un altre. De Portaferrissa a Nou de la Rambla, Palau Güell, Diputació de Barcelona, Barcelona, 2017, ISBN 978-84-98-03-775-3
- Ismael Smith, la bellesa i els monstres, Museu Nacional d'Art de Catalunya, Barcelona, 2017, ISBN 978-84-80-43-319-8
- Ismael Smith, Barcelona, París, Nova York, Palau Antiguitats / Clavell Morgades, Barcelona, 2018
- La Casa Garriga Nogués. Un emblema de l'Eixample, Fundación MAPFRE, Madrid, 2018, ISBN 978-84-9844-672-2
- Moda i Modistes. Col·lecció Antoni de Montpalau, Museu d'Història de Catalunya, Barcelona, 2019, ISBN 978-84-393-9889-9
- Chapeau! De Casas i Picasso a Balenciaga i Pertegaz, Triangle Postals / Fundació Palau, Barcelona, 2021, ISBN 978-8484789024 i 978-84-8478-903-1 (ed. castellà)
- Pedro Rovira, 1921-1978, Museu de Badalona, 2021, ISBN 978-84-88758-62-0
- Joana Biarnés. Moda a pie de calle, Blume, Barcelona, ISBN 978-84-19499-76-9

## Premis i reconeixements
L'any 2010, junt amb Anna Maria Casanovas Crusafon, va ser guardonat per l'Ajuntament de Sabadell amb el Premi Nits de la Cultura, per la projecció de la ciutat amb la Col·lecció Antoni de Montpalau. L'any 2011, també junt amb Anna Maria Casanovas Crusafon, va rebre de l'Associació Catalana de Crítics d'Art el Premi ACCA 2010 a la millor iniciativa patrimonial per la Col·lecció tèxtil Antoni de Montpalau. El 2016 li és atorgat pel Gremi de Galeries d'Art de Catalunya el Premi GAC 2016 a la Crítica d'art. El 2018 obté el Premi ACCA 2017 de Recerca per l'exposició i el catàleg Ismael Smith, la bellesa i els monstres, MNAC, atorgat per l'Associació Catalana de Crítics d'Art.